# Rafik Boussouar
Rafik Boussouar est un footballeur algérien né le 15 septembre 1976 à Rouïba dans la wilaya d'Alger. Il évoluait au poste d'attaquant.

## Biographie
Il évolue en première division algérienne avec les clubs du MC Alger, du RC Kouba avant de faire un bref passage en Tunisie chez l'EOG Kram, puis il revient au pays pour jouer à l'ES Sétif et enfin au CR Belouizdad.